# C2H3NO
化学式C2H3NO（摩尔质量：57.05 g/mol）可以指：
- 羟基乙腈，CAS号：107-16-4
- 氰酸甲酯（法语：Cyanate de méthyle），CAS号：1768-34-9
- 異氰酸甲酯，CAS号：624-83-9

|  | 这个同类索引页列出了具有相同分子式的化学物（即同分異構體）条目。 除非您是有意链接至本页，否则应将相应条目的内部链接指向正确的条目。 |